# Nokia 1011
Nokia 1011 — перший GSM телефон, випущений у масове виробництво. Також продавався під ім'ям Mobira Cityman 2000. Датою випуску телефону вважається 10 листопада 1992 року,
Телефон випускався в чорному кольорі з розмірами 195 x 60 x 45  мм. Також у ньому присутні  одноколірний дисплей і висувна антена. Пам'ять телефону дозволяла зберігати  99 номерів у записнику. Телефон не мав характерного для Nokia рингтону — «Nokia tune» (він був представлений тільки в 1994 році). Ціна телефону становила близько 2500 німецьких марок.
Телефон здатний відправляти і приймати SMS — повідомлення, хоча сама фірма Nokia стверджує, що Nokia 2110 був першим телефоном, здатним на це. Nokia 1011 вироблявся до 1994 року, потім був представлений Nokia 2110 як наступник.